# بازی عشق (ترانه)
«بازی عشق» (به انگلیسی: LoveGame) تک‌آهنگی از هنرمند اهل ایالات متحده آمریکا لیدی گاگا است که در ۲۳ مارس ۲۰۰۹ منتشر شد.